# Tennis Channel Open 2006 - Qualificazioni singolare
Le qualificazioni del singolare  del Tennis Channel Open 2006 sono state un torneo di tennis preliminare per accedere alla fase finale della manifestazione. I vincitori dell'ultimo turno sono entrati di diritto nel tabellone principale. In caso di ritiro di uno o più giocatori aventi diritto a questi sono subentrati i lucky loser, ossia i giocatori che hanno perso nell'ultimo turno ma che avevano una classifica più alta rispetto agli altri partecipanti che avevano comunque perso nel turno finale.
Le qualificazioni del torneo Tennis Channel Open 2006 prevedevano 32 partecipanti di cui 4 sono entrati nel tabellone principale.

## Teste di serie
1. Paul Capdeville (Qualificato)
2. Peter Luczak (ultimo turno)
3. Rik De Voest (secondo turno)
4. Kristian Pless (Qualificato)

1. Brian Vahaly (ultimo turno)
2. Alex Bogomolov Jr. (primo turno)
3. Chris Guccione (secondo turno)
4. John-Paul Fruttero (primo turno)

## Qualificati
1. Paul Capdeville
2. Sargis Sargsian

1. Prakash Amritraj
2. Kristian Pless

## Tabellone

### Legenda
| - Q = Qualificato - WC = Wild card - LL = Lucky loser | - ALT = Alternate - SE = Special Exempt - PR = Protected Ranking | - w/o = Walkover - r = Ritirato - d = Squalificato |

### Sezione 1
|  | Primo turno       | Primo turno        | Primo turno       | Primo turno | Primo turno |  |  | Secondo turno | Secondo turno     | Secondo turno | Secondo turno | Secondo turno |   |   | Ultimo turno | Ultimo turno    | Ultimo turno    | Ultimo turno | Ultimo turno |  |
|  |                   |                    |                   |             |             |  |  |               |                   |               |               |               |   |   |              |                 |                 |              |              |  |
|  | 1                 | Paul Capdeville    | 3                 | 7           | 6           |  |  |               |                   |               |               |               |   |   |              |                 |                 |              |              |  |
|  |                   | Glenn Weiner       | 6                 | 65          | 4           |  |  | 1             | Paul Capdeville   | 6             | 4             | 6             |   |   |              |                 |                 |              |              |  |
|  | Giovanni Lapentti | Giovanni Lapentti  | Giovanni Lapentti | 6           | 7           |  |  |               | Giovanni Lapentti | 3             | 6             | 4             |   |   |              |                 |                 |              |              |  |
|  | James Auckland    | James Auckland     | James Auckland    | 4           | 5           |  |  |               |                   |               |               |               |   |   | 1            | Paul Capdeville | Paul Capdeville | 6            | 6            |  |
|  | Eric Taino        | Eric Taino         | Eric Taino        | 6           | 7           |  |  |               |                   |               | Dušan Vemić   | Dušan Vemić   | 4 | 4 |              |                 |                 |              |              |  |
|  | Frederik Nielsen  | Frederik Nielsen   | Frederik Nielsen  | 3           | 65          |  |  | Eric Taino    | Eric Taino        | Eric Taino    | 2             | 0             |   |   |              |                 |                 |              |              |  |
|  |                   | Dušan Vemić        | 6                 | 3           | 6           |  |  | Dušan Vemić   | Dušan Vemić       | Dušan Vemić   | 6             | 6             |   |   |              |                 |                 |              |              |  |
|  | 6                 | Alex Bogomolov Jr. | 4                 | 6           | 2           |  |  |               |                   |               |               |               |   |   |              |                 |                 |              |              |  |

### Sezione 2
|  | Primo turno        | Primo turno        | Primo turno        | Primo turno | Primo turno |  |  | Secondo turno   | Secondo turno   | Secondo turno | Secondo turno   | Secondo turno   |   |   | Ultimo turno | Ultimo turno | Ultimo turno | Ultimo turno | Ultimo turno |  |
|  |                    |                    |                    |             |             |  |  |                 |                 |               |                 |                 |   |   |              |              |              |              |              |  |
|  | 2                  | Peter Luczak       | Peter Luczak       | 6           | 7           |  |  |                 |                 |               |                 |                 |   |   |              |              |              |              |              |  |
|  |                    | Phillip Simmonds   | Phillip Simmonds   | 3           | 5           |  |  | 2               | Peter Luczak    | 68            | 6               | 7               |   |   |              |              |              |              |              |  |
|  | Tyler Cleveland    | Tyler Cleveland    | 5                  | 6           | 6           |  |  |                 | Tyler Cleveland | 7             | 3               | 69              |   |   |              |              |              |              |              |  |
|  | Travis Rettenmaier | Travis Rettenmaier | 7                  | 4           | 4           |  |  |                 |                 |               |                 |                 |   |   | 2            | Peter Luczak | Peter Luczak | 68           | 62           |  |
|  | Sargis Sargsian    | Sargis Sargsian    | Sargis Sargsian    | 6           | 6           |  |  |                 |                 |               | Sargis Sargsian | Sargis Sargsian | 7 | 7 |              |              |              |              |              |  |
|  | Wesley Whitehouse  | Wesley Whitehouse  | Wesley Whitehouse  | 2           | 2           |  |  | Sargis Sargsian | Sargis Sargsian | 4             | 6               | 6               |   |   |              |              |              |              |              |  |
|  |                    | Robert Kendrick    | Robert Kendrick    | 6           | 7           |  |  | Robert Kendrick | Robert Kendrick | 6             | 4               | 3               |   |   |              |              |              |              |              |  |
|  | 8                  | John-Paul Fruttero | John-Paul Fruttero | 4           | 5           |  |  |                 |                 |               |                 |                 |   |   |              |              |              |              |              |  |

### Sezione 3
|  | Primo turno      | Primo turno       | Primo turno       | Primo turno | Primo turno |  |  | Secondo turno | Secondo turno    | Secondo turno | Secondo turno | Secondo turno |   |   | Ultimo turno | Ultimo turno     | Ultimo turno | Ultimo turno | Ultimo turno |  |
|  |                  |                   |                   |             |             |  |  |               |                  |               |               |               |   |   |              |                  |              |              |              |  |
|  | 3                | Rik De Voest      | Rik De Voest      | 6           | 7           |  |  |               |                  |               |               |               |   |   |              |                  |              |              |              |  |
|  |                  | Frédéric Niemeyer | Frédéric Niemeyer | 4           | 68          |  |  | 3             | Rik De Voest     | 3             | 6             | 3             |   |   |              |                  |              |              |              |  |
|  | Prakash Amritraj | Prakash Amritraj  | Prakash Amritraj  | 6           | 6           |  |  |               | Prakash Amritraj | 6             | 3             | 6             |   |   |              |                  |              |              |              |  |
|  | Ryan Gormley     | Ryan Gormley      | Ryan Gormley      | 1           | 2           |  |  |               |                  |               |               |               |   |   |              | Prakash Amritraj | 2            | 6            | 6            |  |
|  | Zack Fleishman   | Zack Fleishman    | 6                 | 65          | 6           |  |  |               |                  | 5             | Brian Vahaly  | 6             | 3 | 1 |              |                  |              |              |              |  |
|  | Michael Kohlmann | Michael Kohlmann  | 2                 | 7           | 4           |  |  |               | Zack Fleishman   | 4             | 7             | 3             |   |   |              |                  |              |              |              |  |
|  | 5                | Brian Vahaly      | Brian Vahaly      | 6           | 6           |  |  | 5             | Brian Vahaly     | 6             | 64            | 6             |   |   |              |                  |              |              |              |  |
|  |                  | Jeff Salzenstein  | Jeff Salzenstein  | 4           | 4           |  |  |               |                  |               |               |               |   |   |              |                  |              |              |              |  |

### Sezione 4
|  | Primo turno     | Primo turno       | Primo turno     | Primo turno | Primo turno |  |  | Secondo turno | Secondo turno   | Secondo turno  | Secondo turno   | Secondo turno   |   |   | Ultimo turno | Ultimo turno   | Ultimo turno   | Ultimo turno | Ultimo turno |  |
|  |                 |                   |                 |             |             |  |  |               |                 |                |                 |                 |   |   |              |                |                |              |              |  |
|  | 4               | Kristian Pless    | Kristian Pless  | 6           | 6           |  |  |               |                 |                |                 |                 |   |   |              |                |                |              |              |  |
|  |                 | Todd Widom        | Todd Widom      | 4           | 3           |  |  | 4             | Kristian Pless  | Kristian Pless | 7               | 6               |   |   |              |                |                |              |              |  |
|  | Brian Wilson    | Brian Wilson      | Brian Wilson    | 6           | 6           |  |  |               | Brian Wilson    | Brian Wilson   | 5               | 4               |   |   |              |                |                |              |              |  |
|  | Horia Tecău     | Horia Tecău       | Horia Tecău     | 3           | 4           |  |  |               |                 |                |                 |                 |   |   | 4            | Kristian Pless | Kristian Pless | 6            | 6            |  |
|  | Benjamin Becker | Benjamin Becker   | Benjamin Becker | 6           | 7           |  |  |               |                 |                | Benjamin Becker | Benjamin Becker | 3 | 2 |              |                |                |              |              |  |
|  | Cecil Mamiit    | Cecil Mamiit      | Cecil Mamiit    | 4           | 6(0)        |  |  |               | Benjamin Becker | 65             | 6               | 7               |   |   |              |                |                |              |              |  |
|  | 7               | Chris Guccione    | 7               | 3           | 6           |  |  | 7             | Chris Guccione  | 7              | 4               | 65              |   |   |              |                |                |              |              |  |
|  |                 | Alexander Reichel | 65              | 6           | 3           |  |  |               |                 |                |                 |                 |   |   |              |                |                |              |              |  |